# Урахінська мова
Ура́хінська мова (хюркілінська мова, самоназва къабан мез) — одна з даргінських мов. Розповсюджена в верхній течії річки Гамріозень та в середній течії річки Какаозень в Дагестані. Розмовляють нею близько 35 тисяч осіб. Багато носіїв урахінської переселилися в міста півдня Європейської частини Росії.

## Діалекти
- урахінський (в селі Урахі Левашинського району та частково в районному центрі Сергокала)
- мургінський (село Мургі)
- канасірагійський (село Канасірагі)
- кічі-гамрійський (села Кічі-Гамрі, Бурдекі)
- мургуцький (село Мургук)
- мамааульський (села Мамааул та Балтамахі)
- герганський (село Герга)
- верхньо-мулебкинський (село Верхні Мулебки)
- нижньо-мулебкинський (село Нижні Мулебки)